# 王沦
王沦（233年—257年），字太冲，太原郡晋阳县（今山西省太原市），曹魏司空王昶之子，司徒王浑的弟弟，曹魏官员。

## 生平
王沦精纯而简奥悠远，崇尚老庄之学，心思平淡，著有《老子例略》、《周纪》。王沦在虚岁二十多时被举荐为孝廉，没有前往，后来担任大将军司马昭的参军。甘露二年（257年），諸葛誕之亂，王沦跟随司马昭征讨寿春，遇到疾病去世，虚岁二十五，当时的人感到遗憾，司马昭为他流泪。王沦的哥哥王俊写了一篇《表德论》，表述王沦遗留下来的美好德行，说“因为畏惧帝王的典章制度，不能写墓志铭，于是撰写过往的事迹，刻在墓的背面。”

## 其他
王浑和夫人钟琰一起坐着，看见王济从院子经过，王浑高兴地对钟琰说：“生了这样一个儿子，也该知足了。”钟琰笑着说：“如果我嫁给你弟弟王沦，生的儿子可就不止这样了。”

## 家庭

### 兄弟姐妹
- 王浑，西晋司徒、录尚书事、京陵元公
- 王深，冀州刺史
- 王俊
- 王湛，西晋汝南郡内史、关内侯